# Фагосома
Фагосо́ма — везикула, яка формується навколо невеликих об'єктів в процесі фагоцитозу. Фагосома формується з клітинної мембрани.

Компартмент, що утворюється під час захоплення чужорідного об'єкта цим фагоцитом зветься фагосомою, а органели, що зливаються з нею первинними лізосомами

Бактерія взаємодіє з рецептором клітини та захоплюється останньою, з одночасним утворенням фагосоми, яка зливається з первинною лізосомою та перетворюється в фаголізосому, у якій відбувається лізис бактеріальної клітини. Неперетравлені рештки екскретуються шляхом екзоцитозу

У найпростіших великі частки захоплюються в фагоцитарні вакуолі, які зливаються з лізосомами. Продукти перетравлення проникають у цитозоль і використовуються як їжа. У багатоклітинних організмів більшість клітин не здатні ефективно поглинати великі частки. Для цієї мети існують фагоцити — спеціальні клітини, які здійснюють фагоцитоз. Фагосоми в фагоцитах так само, як у найпростіших, зливаються з первинними лізосомами і формують вторинні лізосоми, в яких захоплений матеріал деградує. Неперетравлені речовини залишаються у вторинних лізосомах, утворюючи залишкові тільця. Випадковий або обумовлений рецепторами контакт мікробної клітини з фагоцитом (макрофагом, нейтрофілом) призводить до утворення виростів мембрани — псевдоподій, оточуючих чужорідну клітину, і формуванню везикули — фагосоми. Фагосома занурюється в клітину, де після злиття з лізосомами утворює фаголізосому.